# Сухачівка (станція)
Сухачі́вка — вузлова дільнична залізнична станція 3-го класу Дніпровської дирекції Придніпровської залізниці на перетині електрифікованих ліній Запоріжжя-Кам'янське — Нижньодніпровськ-Вузол та Сухачівка — Провідна (16,5 км) між зупинними пунктами Платформа 169 км (2 км) та Платформа 175 км (4 км). Розташована у західній частині Новокодацького району міста Дніпро, у місцевості Таромське, за 18 км на захід від станції Дніпро-Головний.
На станції знаходиться база запасу пасажирських вагонів.

## Історія
Станція відкрита 18 травня 1884 року під час будівництва першої черги новозбудованої Катерининської залізниці.
У 1958 році станція електрифікована постійним струмом (=3 кВ).

## Пасажирське сполучення
На станції Сухачівка зупиняються приміські електропоїзди західного напрямку від станції Дніпро-Головний до станцій Верхівцеве, Кривий Ріг-Головний, П'ятихатки та П'ятихатки-Стикова.

## Галерея

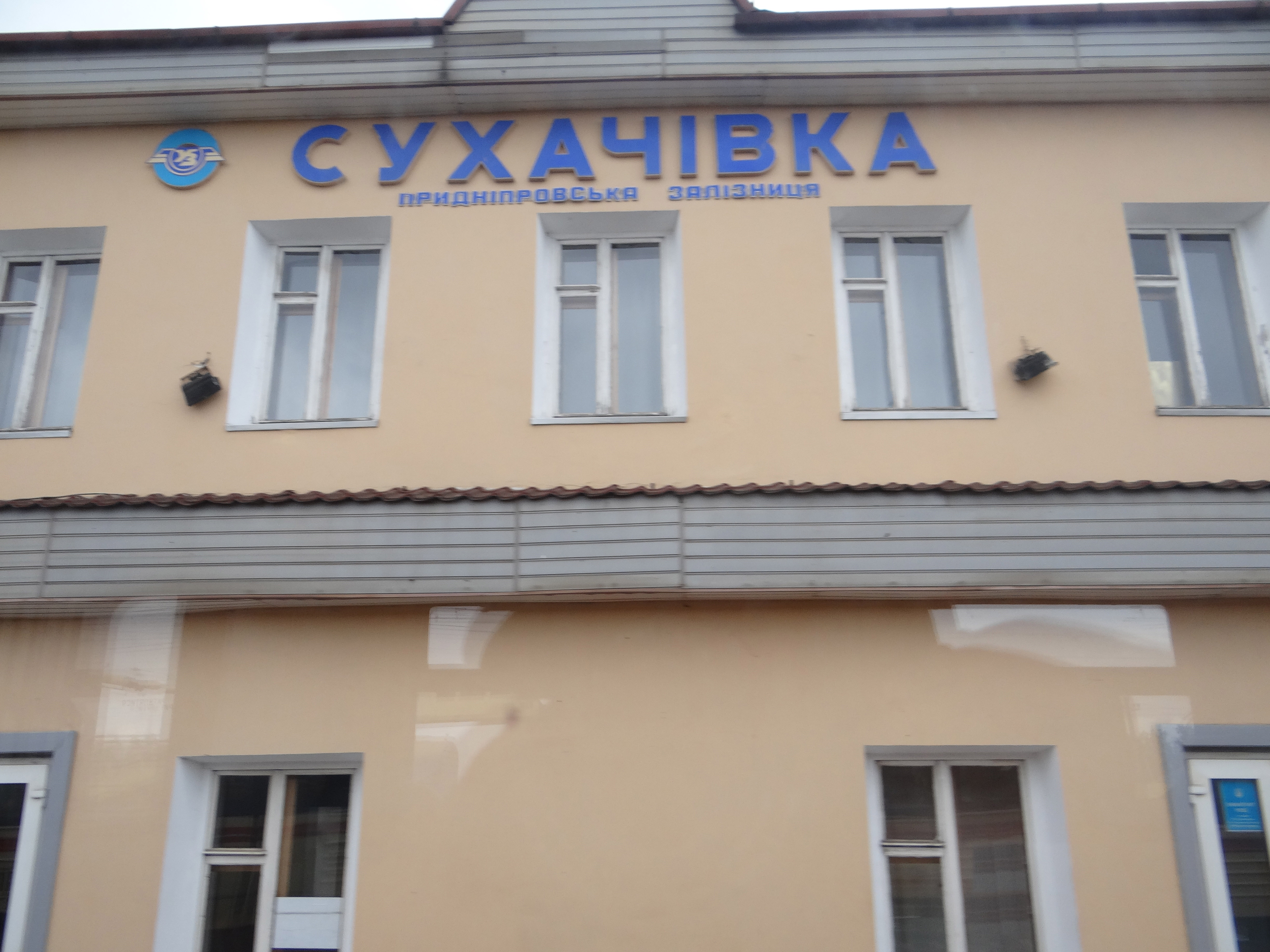
Назва станції на будівлі вокзалу
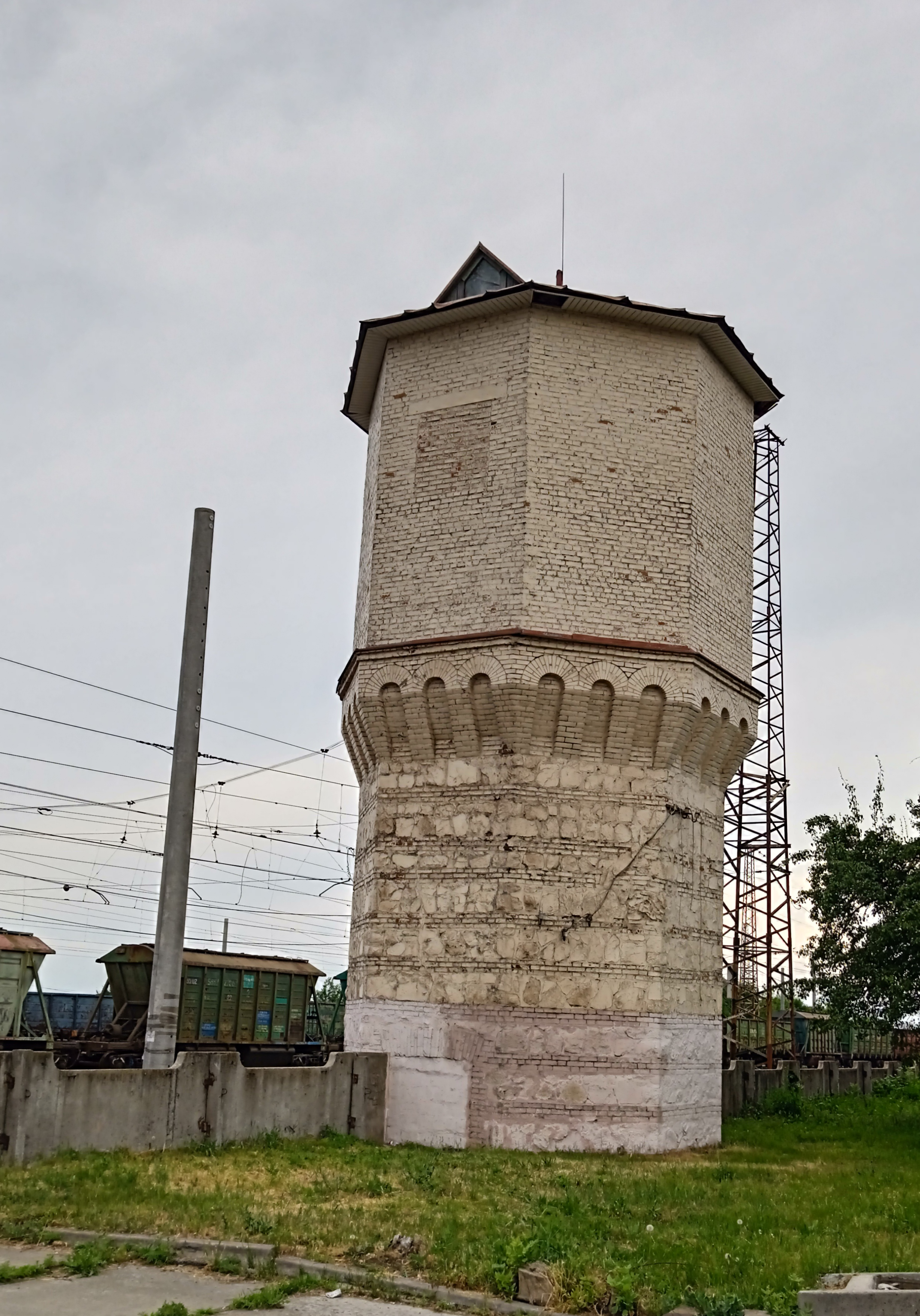
Водонапірна вежа
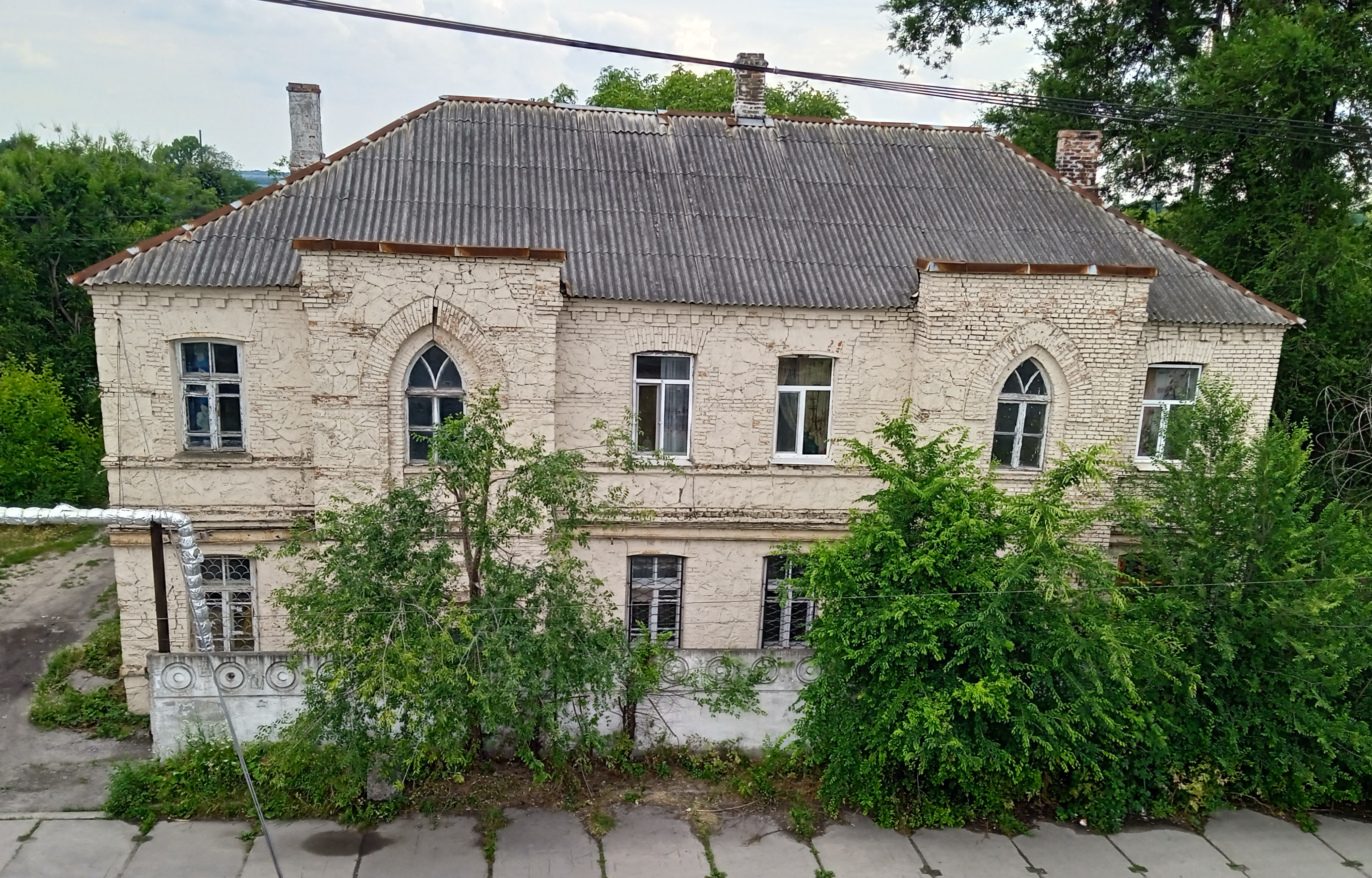
Будівля при станції